# Frottage (pratique sexuelle)

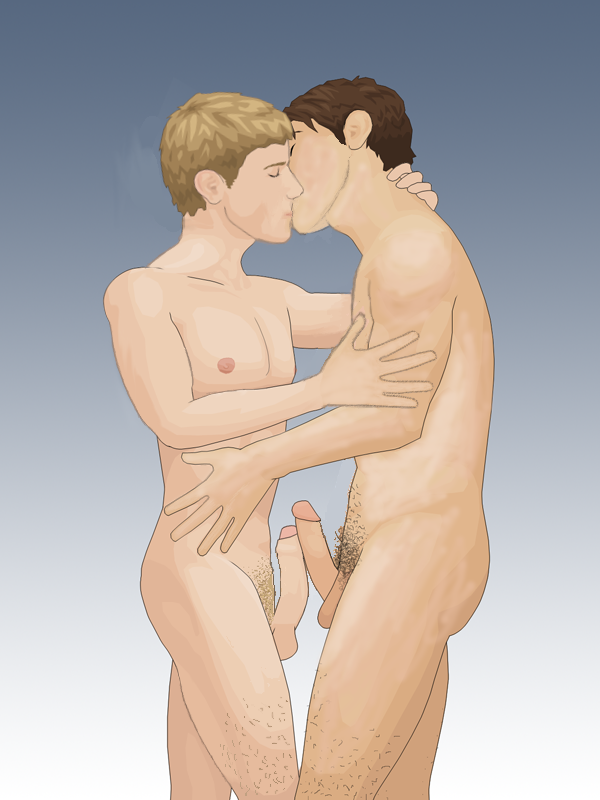
Deux hommes pratiquant le frottage de leurs pénis l'un contre l'autre.

Le frottage est une pratique sexuelle entre hommes impliquant généralement un contact direct entre deux pénis. Ce terme a été popularisé par des militants gays qui dénigraient la pratique du sexe anal. Il a depuis évolué pour englober diverses préférences pour cet acte, qui peuvent impliquer ou non des attitudes particulières envers d'autres activités sexuelles. Il peut également être utilisé comme une forme de préliminaires.
Parce qu'il s'agit d'un rapport sexuel sans pénétration, le frottage présente l'avantage d'une réduction du risque de transmission du VIH/SIDA. Cependant, il comporte toujours un risque de contact peau à peau avec des infections sexuellement transmissibles, telles que le virus du papillome humain (VPH) et les morpions, qui peuvent tous deux être transmis même lorsque les lésions ne sont pas visibles.
Il est analogue au tribadisme, qui est un contact vulvaire entre femmes.

## Concept et étymologie

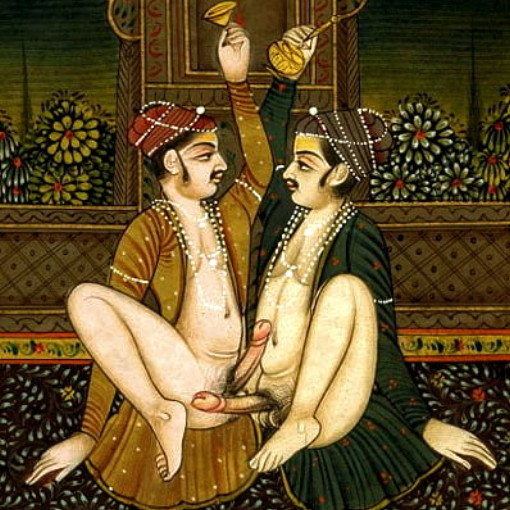
Art indien représentant deux hommes pratiquant le frottage.

La définition moderne du frottage est née d'un débat sur le statut du sexe anal au sein de la communauté gay masculine ; certains, partisans et opposants, insistent sur la nécessité d'éviter totalement le sexe anal. Certains affirmaient que la popularité du sexe anal déclinerait, vraisemblablement avec une baisse correspondante du taux de VIH, si les hommes gays parvenaient à cesser de considérer le sexe anal comme une pratique « vanille », mais plutôt comme quelque chose de « pervers » et de peu respectable – comme ce fut le cas dans les années 1950 et 1960, lorsque les hommes gays qui préféraient se contenter de masturbation mutuelle et de fellation utilisaient parfois le terme argotique péjoratif de « brownie queen » pour désigner les adeptes du sexe anal.
Le militant gay Bill Weintraub a commencé à promouvoir et à recommander activement le sens spécifique au sexe du « frottement pénis contre pénis » sur les forums Internet à la fin des années 1990, affirmant avoir inventé ce terme. Weintraub estime que c'est bien là le véritable sens du sexe : un contact génital-génital.

## Pratiques sexuelles

### Généralités
Le frottage peut apporter un niveau d’excitation sexuelle élevé car il stimule mutuellement et simultanément les parties génitales des deux partenaires. Il tend à produire une friction agréable contre le faisceau nerveux du frein situé sous le corps du pénis de chaque partenaire, juste en dessous du méat urétral du gland du pénis. Il peut se terminer par un orgasme pour les deux partenaires.

### Rapports sexuels protégés
Le frottage étant un acte sexuel sans pénétration, le risque de transmission d'une infection sexuellement transmissible (IST) nécessitant un contact direct entre les muqueuses et le pré-éjaculat ou le sperme est réduit,. Le VIH fait partie des infections qui nécessitent un contact direct et les recherches indiquent qu'il n'y a aucun risque de transmission du VIH par frottement. Cependant, le frottage peut transmettre d'autres infections sexuellement transmissibles, comme le papillomavirus humain (pouvant causer des verrues génitales) et les morpions. Des vaccins contre le papillomavirus sont disponibles.

### Comparaison avec le sexe anal et débats
Certains hommes gays, ou hommes ayant des rapports sexuels avec des hommes (HSH) en général, préfèrent le frottage ou d'autres formes de masturbation mutuelle parce qu'ils la trouvent plus agréable ou plus affectueuse que le sexe anal, pour préserver leur virginité technique ou comme alternative à la pénétration anale,,,. Cette préférence a suscité un débat au sein de la communauté gay et HSH sur ce qui constitue le « vrai sexe » ou l'expression la plus sensuelle de l'intimité sexuelle. Certains partisans du frottage considèrent que « deux parties génitales se rejoignant par un contact, une caresse, un glissement et un frottement relèvent davantage du sexe que d'autres formes d'activité sexuelle masculine». D'autres hommes ayant des rapports sexuels avec des hommes associent la masculinité masculine aux positions sexuelles des « actifs » et des « passifs » lors du sexe anal.
Lors d'un rapport anal, le partenaire insérant peut être qualifié d’« actif ». Celui qui est pénétré peut être qualifié de « passif ». Ceux qui n'ont aucune préférence marquée pour l'un ou l'autre sont qualifiés de « versatile ». Certains partisans du frottage insistent sur le fait que ces rôles introduisent une inégalité dans l'intimité sexuelle, et que le frottage est « égal » en raison de la stimulation génitale mutuelle. L'absence de stimulation génitale mutuelle et l'asymétrie des rôles ont conduit d'autres défenseurs du frottage à dénoncer le sexe anal comme dégradant pour le partenaire réceptif,. Cette vision de la domination et de l'inégalité associée aux rôles sexuels est contestée par des chercheurs qui affirment qu'il n'est pas certain que des actes sexuels spécifiques soient nécessairement révélateurs de schémas généraux de masculinité ou de domination dans une relation homosexuelle, et que, pour les deux partenaires, le rapport anal puisse être associé à la masculinité. De plus, certains défenseurs du frottage, comme Bill Weintraub, s'inquiètent des maladies pouvant être contractées lors du sexe anal. Dans un article de 2005 paru dans « The Advocate », un opposant au sexe anal affirmait que ne plus présenter le sexe anal comme érotique permettrait d'éviter le VIH/SIDA, et estimait que certains hommes gays le percevaient comme anti-gay alors qu'il cherchait seulement à préserver la santé et la survie des hommes gays et bisexuels. Les hommes gays, et les HSH en général, qui privilégient le sexe anal, le considèrent peut-être comme « leur version du coït » et comme « le summum naturel du sexe, une merveilleuse expression de l'intimité et une grande source de plaisir ». Le psychologue Walt Odets a déclaré : « Je pense que le sexe anal a pour les hommes gays la même signification émotionnelle que le sexe vaginal pour les hétérosexuels.»
Les HSH qui défendent la validité fondamentale du sexe anal ont rejeté les arguments des partisans radicaux du frottage. D'autres ont parfois dénigré le frottage, le qualifiant de forme improvisée et médiocre d'intimité entre hommes, qu'il valait mieux laisser aux adolescents inexpérimentés et aux hommes plus âgés « refoulés ». Odets a déclaré : « Personne ne proposerait de mettre en place une mesure de santé publique en désérotisant le sexe vaginal. Cela paraîtrait ridicule. Ce n'est pas moins ridicule pour les hommes gays ».
Le sexologue Joe Kort a proposé le terme « side » pour les hommes gays qui ne sont pas intéressés par le sexe anal et préfèrent plutôt « s'embrasser, se faire des câlins et pratiquer le sexe oral, l'anulingus, la masturbation mutuelle et se frotter de haut en bas », considérant les « sides » comme une simple autre préférence sexuelle masculine gay apparentée au fait d'être actif, passif ou versatile, et ajoutant que « le fait qu'un homme apprécie ou non le sexe anal ne reflète pas son orientation sexuelle, et s'il est gay, cela ne définit pas s'il a « vraiment » des relations sexuelles ou non. »

## Prévalence
Une enquête menée en 2011 par le Journal of Sexual Medicine (en)  auprès d'hommes homosexuels et bisexuels a révélé que sur plus de 1 300 combinaisons d'actes sexuels pratiqués, les plus courantes, soit 16 % de toutes les rencontres, étaient : « tenir son partenaire de manière romantique, les baisers sur la bouche, la masturbation mutuelle et le frottage»

## Chez les animaux
Des frottements génitaux ont également été observés entre mâles animaux. Chez les bonobos, le frottage se produit fréquemment lorsque deux mâles se suspendent à une branche d'arbre et se livrent à un combat de pénis ; il se produit également lorsque deux mâles sont en position du missionnaire,.
Des frottements génitaux similaires à ceux observés entre mâles non primates ont été observés chez les lamantins mâles, en conjonction avec des « baisers ». Lors de ces frottements, les grands dauphins mâles pénètrent souvent la fente génitale ou, plus rarement, l'anus. Le frottage pénis contre pénis est également fréquent chez les  mammifères ayant des pratiques homosexuelles.